# 十誦律
十誦律（じゅうじゅりつ）とは、仏教教団における規則や作法、戒律などをまとめた律書のひとつで、説一切有部によって伝承されてきたもの。四分律・五分律・摩訶僧祇律とともに四大広律のひとつに上げられている。

## 概要
404年から409年にかけて弗若多羅・鳩摩羅什および卑摩羅叉によって漢訳され、61巻からなる。

### 主な内容
- 比丘戒257条
- 雑誦など17条
- 教団組織などに関する規則
- 比丘尼戒355条

## 主な文化財
- 重要文化財
  - 石山寺（滋賀県大津市）『十誦律第五十二』
- 滋賀県指定有形文化財
  - 財団法人布施美術館（滋賀県長浜市）『十誦律巻第五十一』